# Chirita longii
Chirita longii är en tvåhjärtbladig växtart som beskrevs av Z.Y. Li. Chirita longii ingår i släktet Chirita och familjen Gesneriaceae. Inga underarter finns listade i Catalogue of Life.